# TNN Awards
Mit den jährlich vergebenen TNN Awards (The Nashville Network) wurden die besten aktuellen Country-Musiker geehrt. 1990 wurden die TNN Awards mit den MCN Awards (Music City News) verschmolzen. Ab 2000 arbeitete TNN bei der Preisvergabe mit der Zeitschrift Country Weekly zusammen.
Die TNN Fernsehstation verließ Nashville 2001 Richtung New York und wurde von The Nashville Network in The National Network umbenannt. Die Vergabe der TNN Awards wurde eingestellt.

## 2001
| Entertainer Of The Year: | George Strait                                      |
| Song Of The Year:        | Murder On Music Row – Larry Cordel & Larry Shell   |
| Single Of The Year:      | Murder On Music Row – Alan Jackson & George Strait |
| Album Of The Year:       | When Somebody Loves You – Alan Jackson             |
| Top Male Vocalist:       | Alan Jackson                                       |
| Top Female Vocalist:     | Faith Hill                                         |
| Top Duo:                 | –                                                  |
| Top Vocal Group:         | Dixie Chicks                                       |

## 2000
| Entertainer Of The Year: | George Strait                                         |
| Song Of The Year:        | He Didn’t Have To Be – Brad Paisley & Kelley Lovelace |
| Single Of The Year:      | Write This Down – George Strait                       |
| Album Of The Year:       | Always Never The Same – George Strait                 |
| Top Male Vocalist:       | George Strait                                         |
| Top Female Vocalist:     | Faith Hill                                            |
| New Male Vocalist:       | –                                                     |
| New Female Vocalist:     | –                                                     |
| Top Duo:                 | –                                                     |
| Top Vocal Group:         | Dixie Chicks                                          |
| Star of Tomorrow:        | Brad Paisley                                          |

## 1999
| Entertainer Of The Year: | Neal McCoy                                           |
| Song Of The Year:        | Just To Hear You Say That You Love Me – Diane Warren |
| Single Of The Year:      | This Kiss – Faith Hill                               |
| Album Of The Year:       | One Step At A Time – George Strait                   |
| Top Male Vocalist:       | Tim McGraw                                           |
| Top Female Vocalist:     | Faith Hill                                           |
| New Male Vocalist:       | Michael Peterson                                     |
| New Female Vocalist:     | Dixie Chicks                                         |
| Top Duo:                 | Brooks & Dunn                                        |
| Top Vocal Group:         | Dixie Chicks                                         |

## 1998
| Entertainer Of The Year: | Neal McCoy                                |
| Song Of The Year:        | It’s All The Same To Me – Billy Ray Cyrus |
| Single Of The Year:      | It’s All The Same To Me – Billy Ray Cyrus |
| Album Of The Year:       | Cover To Cover – Billy Ray Cyrus          |
| Top Male Vocalist:       | Billy Ray Cyrus                           |
| Top Female Vocalist:     | Lorrie Morgan                             |
| New Male Vocalist:       | –                                         |
| New Female Vocalist:     | –                                         |
| Top Duo:                 | Brooks & Dunn                             |
| Top Vocal Group:         | –                                         |

## 1997
| Entertainer Of The Year: | Alan Jackson                     |
| Song Of The Year:        | –                                |
| Single Of The Year:      | Trail Of Tears – Billy Ray Cyrus |
| Album Of The Year:       | Blue Clear Sky – George Strait   |
| Top Male Vocalist:       | Alan Jackson                     |
| Top Female Vocalist:     | Lorrie Morgan                    |
| New Male Vocalist:       | Wade Hayes                       |
| New Female Vocalist:     | LeAnn Rimes                      |
| Top Duo:                 | Brooks & Dunn                    |
| Top Vocal Group:         | The Statler Brothers             |

## 1996
| Entertainer Of The Year: | Alan Jackson                    |
| Song Of The Year:        | –                               |
| Single Of The Year:      | Check Yes Or No – George Strait |
| Album Of The Year:       | Lead On – George Strait         |
| Top Male Vocalist:       | Alan Jackson                    |
| Top Female Vocalist:     | Lorrie Morgan                   |
| New Male Vocalist:       | Bryan White                     |
| New Female Vocalist:     | Terri Clark                     |
| Top Duo:                 | Brooks & Dunn                   |
| Top Vocal Group:         | The Statler Brothers            |

## 1995
| Entertainer Of The Year: | Alan Jackson                                           |
| Song Of The Year:        | Your Love Amazes Me – Amanda Hunt-Taylor & Chuck Jones |
| Single Of The Year:      | Livin’ On Love – Alan Jackson                          |
| Album Of The Year:       | Who I Am – Alan Jackson                                |
| Top Male Vocalist:       | Alan Jackson                                           |
| Top Female Vocalist:     | Reba McEntire                                          |
| New Male Vocalist:       | Tim McGraw                                             |
| New Female Vocalist:     | Faith Hill                                             |
| Top Duo:                 | Brooks & Dunn                                          |
| Top Vocal Group:         | The Statler Brothers                                   |

## 1994
| Entertainer Of The Year: | Alan Jackson                                                |
| Song Of The Year:        | –                                                           |
| Single Of The Year:      | Chattahoochee – Alan Jackson                                |
| Album Of The Year:       | A Lot About Livin’ (And A Little ’Bout Love) – Alan Jackson |
| Top Male Vocalist:       | Alan Jackson                                                |
| Top Female Vocalist:     | Lorrie Morgan                                               |
| Star of Tomorrow:        | John Michael Montgomery                                     |
| Top Duo:                 | Brooks & Dunn                                               |
| Top Vocal Group:         | The Statler Brothers                                        |

## 1993
| Entertainer Of The Year: | Alan Jackson                               |
| Song Of The Year:        | Chattahoochee – Alan Jackson & Jim McBride |
| Single Of The Year:      | I Still Believe In You – Vince Gill        |
| Album Of The Year:       | I Still Believe In You – Vince Gill        |
| Top Male Vocalist:       | Alan Jackson                               |
| Top Female Vocalist:     | Reba McEntire                              |
| Star of Tomorrow:        | Doug Stone                                 |
| Top Duo:                 | Brooks & Dunn                              |
| Top Vocal Group:         | The Statler Brothers                       |

## 1992
| Entertainer Of The Year: | Garth Brooks                                                   |
| Song Of The Year:        | I Still Believe In You – Vince Gill – John Jarvis & Vince Gill |
| Single Of The Year:      | Don’t Rock The Jukebox – Alan Jackson                          |
| Album Of The Year:       | Don’t Rock The Jukebox – Alan Jackson                          |
| Top Male Vocalist:       | Alan Jackson                                                   |
| Top Female Vocalist:     | Reba McEntire                                                  |
| Star of Tomorrow:        | Travis Tritt                                                   |
| Top Duo:                 | The Judds                                                      |
| Top Vocal Group:         | The Statler Brothers                                           |

## 1991
| Entertainer Of The Year: | Ricky Van Shelton                                       |
| Song Of The Year:        | Here’s A Quarter(Call Someone Who Cares) – Travis Tritt |
| Single Of The Year:      | When I Call Your Name – Vince Gill                      |
| Album Of The Year:       | Here In The Real World – Alan Jackson                   |
| Top Male Vocalist:       | Ricky Van Shelton                                       |
| Top Female Vocalist:     | Reba McEntire                                           |
| Star of Tomorrow:        | Alan Jackson                                            |
| Top Duo:                 | The Judds                                               |
| Top Vocal Group:         | The Statler Brothers                                    |

## 1990
| Entertainer Of The Year: | Ricky Van Shelton                                  |
| Song Of The Year:        | Here In The Real World – Alan Jackson & Mark Irwin |
| Single Of The Year:      | More Than A Name On A Wall – The Statler Brothers  |
| Album Of The Year:       | Killin’ Time – Clint Black                         |
| Top Male Vocalist:       | Ricky Van Shelton                                  |
| Top Female Vocalist:     | Patty Loveless                                     |
| Star of Tomorrow:        | Clint Black                                        |
| Top Duo:                 | The Judds                                          |
| Top Vocal Group:         | The Statler Brothers                               |

## 1989
| Entertainer Of The Year: | Randy Travis                                         |
| Song Of The Year:        | I’ll Leave This World Loving You – Mack Vickery      |
| Single Of The Year:      | I’ll Leave This World Loving You – Ricky Van Shelton |
| Album Of The Year:       | Loving Proof – Ricky Van Shelton                     |
| Top Male Vocalist:       | Ricky Van Shelton                                    |
| Top Female Vocalist:     | Reba McEntire                                        |
| Star of Tomorrow:        | Shenandoah                                           |
| Top Duo:                 | The Judds                                            |
| Top Vocal Group:         | Oak Ridge Boys                                       |

## 1988
| Entertainer Of The Year: | Randy Travis                                          |
| Song Of The Year:        | Forever And Ever Amen – Don Schlitz & Paul Overstreet |
| Single Of The Year:      | Forever And Ever Amen – Randy Travis                  |
| Album Of The Year:       | Always And Forever – Randy Travis                     |
| Top Male Vocalist:       | Randy Travis                                          |
| Top Female Vocalist:     | Reba McEntire                                         |
| Star of Tomorrow:        | Ricky Van Shelton                                     |
| Top Duo:                 | The Judds                                             |
| Top Vocal Group:         | Oak Ridge Boys                                        |

## 1987
| Entertainer Of The Year: | The Statler Brothers                 |
| Song Of The Year:        | Too Much On My Heart – Jimmy Fortune |
| Single Of The Year:      | On The Other Hand – Randy Travis     |
| Album Of The Year:       | Storms Of Life – Randy Travis        |
| Top Male Vocalist:       | Randy Travis                         |
| Top Female Vocalist:     | Reba McEntire                        |
| Star of Tomorrow:        | Randy Travis                         |
| Top Duo:                 | The Judds                            |
| Top Vocal Group:         | The Statler Brothers                 |

## 1986
| Entertainer Of The Year: | The Statler Brothers                     |
| Song Of The Year:        | My Only Love – Jimmy Fortune             |
| Single Of The Year:      | My Only Love – The Statler Brothers      |
| Album Of The Year:       | Partners In Rhyme – The Statler Brothers |
| Top Male Vocalist:       | George Strait                            |
| Top Female Vocalist:     | Reba McEntire                            |
| Star of Tomorrow:        | John Schneider                           |
| Top Duo:                 | The Judds                                |
| Top Vocal Group:         | The Statler Brothers                     |

## 1985
| Entertainer Of The Year: | The Statler Brothers                |
| Song Of The Year:        | Elizabeth – Jimmy Fortune           |
| Single Of The Year:      | God Bless The USA – Lee Greenwood   |
| Album Of The Year:       | Atlanta Blue – The Statler Brothers |
| Top Male Vocalist:       | Lee Greenwood                       |
| Top Female Vocalist:     | Reba McEntire                       |
| Star of Tomorrow:        | The Judds                           |
| Top Duo:                 | The Judds                           |
| Top Vocal Group:         | The Statler Brothers                |

## 1984
| Song Of The Year:    | Swingin’ – John Anderson& Lionel Delmore |
| Single Of The Year:  | Elizabeth – The Statler Brothers         |
| Album Of The Year:   | The Closer You Get – Alabama             |
| Top Male Vocalist:   | Lee Greenwood                            |
| Top Female Vocalist: | Janie Fricke                             |
| Star of Tomorrow:    | Ronny Robbins                            |
| Top Duo:             | Dolly Parton/Kenny Rogers                |
| Top Vocal Group:     | The Statler Brothers                     |

## 1983
| Song Of The Year:    | I’m Gonna Hire A Wino To Decorate Our Home – Dwayne Blackwell |
| Single Of The Year:  | Some Memories Just Won’t Die – Marty Robbins                  |
| Album Of The Year:   | Come Back To Me – Marty Robbins                               |
| Top Male Vocalist:   | Marty Robbins                                                 |
| Top Female Vocalist: | Janie Fricke                                                  |
| Star of Tomorrow:    | Ricky Skaggs                                                  |
| Top Duo:             | Shelly West/ David Frizzell                                   |
| Top Vocal Group:     | Alabama                                                       |

## 1982
| Song Of The Year:    | Elvira – Dallas Frazier    |
| Single Of The Year:  | Elvira – Oak Ridge Boys    |
| Album Of The Year:   | Feels So Right – Alabama   |
| Top Male Vocalist:   | Marty Robbins              |
| Top Female Vocalist: | Barbara Mandrell           |
| New Male Vocalist:   | T. G. Sheppard             |
| New Female Vocalist: | Shelly West                |
| Top Duo:             | Shelly West/David Frizzell |
| Top Vocal Group:     | The Statler Brothers       |

## 1981
| Song Of The Year:    | He Stopped Loving Her Today – Bobby Braddock & Curly Putnam |
| Single Of The Year:  | He Stopped Loving Her Today – George Jones                  |
| Album Of The Year:   | Tenth Anniversary – The Statler Brothers                    |
| Top Male Vocalist:   | George Jones                                                |
| Top Female Vocalist: | Barbara Mandrell                                            |
| New Male Vocalist:   | Boxcar Willie                                               |
| New Female Vocalist: | Louise Mandrell                                             |
| Top Duo:             | Conway Twitty/ Loretta Lynn                                 |
| Top Vocal Group:     | The Statler Brothers                                        |

## 1980
| Song Of The Year:    | –                                    |
| Single Of The Year:  | Coward Of The County – Kenny Rogers  |
| Album Of The Year:   | The Originals – The Statler Brothers |
| Top Male Vocalist:   | Marty Robbins                        |
| Top Female Vocalist: | Loretta Lynn                         |
| New Male Vocalist:   | Hank Williams Jr.                    |
| New Female Vocalist: | Charly McClain                       |
| Top Duo:             | Conway Twitty/ Loretta Lynn          |
| Top Vocal Group:     | The Statler Brothers                 |

## 1979
| Song Of The Year:    | –                                                         |
| Single Of The Year:  | The Gambler – Kenny Rogers                                |
| Album Of The Year:   | Entertainers On and Off the Record – The Statler Brothers |
| Top Male Vocalist:   | Kenny Rogers                                              |
| Top Female Vocalist: | Barbara Mandrell                                          |
| New Male Vocalist:   | Rex Allen Jr.                                             |
| New Female Vocalist: | Janie Fricke                                              |
| Top Duo:             | Kenny Rogers& Dottie West                                 |
| Top Vocal Group:     | The Statler Brothers                                      |

## 1978
| Song Of The Year:    | –                                       |
| Single Of The Year:  | Heaven’s Just A Sin Away – The Kendalls |
| Album Of The Year:   | Moody Blue – Elvis Presley              |
| Top Male Vocalist:   | Larry Gatlin                            |
| Top Female Vocalist: | Loretta Lynn                            |
| New Male Vocalist:   | Don Williams                            |
| New Female Vocalist: | Debby Boone                             |
| Top Duo:             | Conway Twitty/ Loretta Lynn             |
| Top Vocal Group:     | The Statler Brothers                    |

## 1977
| Song Of The Year:    | I Don’t Want To Have To Marry You – Fred Imus & Phil Sweet         |
| Single Of The Year:  | I Don’t Want To Have To Marry You – Jim Ed Brown & Helen Cornelius |
| Top Male Vocalist:   | Conway Twitty                                                      |
| Top Female Vocalist: | Loretta Lynn                                                       |
| New Male Vocalist:   | Larry Gatlin                                                       |
| New Female Vocalist: | Helen Cornelius                                                    |
| Top Duo:             | Conway Twitty / Loretta Lynn                                       |
| Top Vocal Group:     | The Statler Brothers                                               |

## 1976
| Song Of The Year:    | Blue Eyes Crying In The Rain – Fred Rose     |
| Single Of The Year:  | When A Tingle Becomes A Chill – Loretta Lynn |
| Top Male Vocalist:   | Conway Twitty                                |
| Top Female Vocalist: | Loretta Lynn                                 |
| New Male Vocalist:   | Mickey Gilley                                |
| New Female Vocalist: | Barbara Mandrell                             |
| Top Duo:             | Conway Twitty / Loretta Lynn                 |
| Top Vocal Group:     | The Statler Brothers                         |

## 1975
| Song Of The Year:    | Country Bumpkin – Don Wayne  |
| Top Male Vocalist:   | Conway Twitty                |
| Top Female Vocalist: | Loretta Lynn                 |
| New Male Vocalist:   | Ronnie Milsap                |
| New Female Vocalist: | Crystal Gayle                |
| Top Duo:             | Conway Twitty & Loretta Lynn |
| Top Vocal Group:     | The Statler Brothers         |

## 1974
| Song Of The Year:    | You’ve Never Been This Far Before – Conway Twitty |
| Top Male Vocalist:   | Conway Twitty                                     |
| Top Female Vocalist: | Loretta Lynn                                      |
| New Male Vocalist:   | Johnny Rodriguez                                  |
| New Female Vocalist: | Olivia Newton-John                                |
| Top Duo:             | Conway Twitty & Loretta Lynn                      |
| Top Vocal Group:     | The Statler Brothers                              |

## 1973
| Song Of The Year:    | Why Me Lord – Kris Kristofferson |
| Top Male Vocalist:   | Charley Pride                    |
| Top Female Vocalist: | Loretta Lynn                     |
| New Male Vocalist:   | Johnny Rodriguez                 |
| New Female Vocalist: | Tanya Tucker                     |
| Top Duo:             | Conway Twitty & Loretta Lynn     |
| Top Vocal Group:     | The Statler Brothers             |

## 1972
| Song Of The Year:    | Kiss An Angel Good Morning – Ben Peters |
| Top Male Vocalist:   | Charley Pride                           |
| Top Female Vocalist: | Loretta Lynn                            |
| New Male Vocalist:   | Billy "Crash" Craddock                  |
| New Female Vocalist: | Donna Fargo                             |
| Top Duo:             | Conway Twitty & Loretta Lynn            |
| Top Vocal Group:     | The Statler Brothers                    |

## 1971
| Song Of The Year:    | Help Me Make It Through The Night – Kris Kristofferson |
| Top Male Vocalist:   | Charley Pride                                          |
| Top Female Vocalist: | Loretta Lynn                                           |
| New Male Vocalist:   | Tommy Overstreet                                       |
| New Female Vocalist: | Susan Raye                                             |
| Top Duo:             | Conway Twitty & Loretta Lynn                           |
| Top Vocal Group:     | The Statler Brothers                                   |

## 1970
| Song Of The Year:    | Hello Darlin’ – Conway Twitty |
| Top Male Vocalist:   | Charley Pride                 |
| Top Female Vocalist: | Loretta Lynn                  |
| New Male Vocalist:   | Tommy Cash                    |
| New Female Vocalist: | Susan Raye                    |
| Top Duo:             | Porter Wagoner & Dolly Parton |
| Top Vocal Group:     | Tompall & Glaser Brothers     |

## 1969
| Song Of The Year:    | All I Have To Offer You Is Me – Dallas Frazier, Doodle Owens |
| Top Male Vocalist:   | Charley Pride                                                |
| Top Female Vocalist: | Loretta Lynn                                                 |
| New Male Vocalist:   | Johnny Bush                                                  |
| New Female Vocalist: | Peggy Sue                                                    |
| Top Duo:             | Porter Wagoner & Dolly Parton                                |
| Top Vocal Group:     | Tompall & Glaser Brothers                                    |

## 1968
| Song Of The Year:    | –                            |
| Top Male Vocalist:   | Merle Haggard                |
| Top Female Vocalist: | Loretta Lynn                 |
| New Male Vocalist:   | Cal Smith                    |
| New Female Vocalist: | Dolly Parton                 |
| Top Duo:             | Porter Wagoner& Dolly Parton |
| Top Vocal Group:     | Tompall & Glaser Brothers    |

## 1967
| Song Of The Year:    | There Goes My Everything – Dallas Frazier |
| Top Male Vocalist:   | Merle Haggard                             |
| Top Female Vocalist: | Loretta Lynn                              |
| New Male Vocalist:   | Tom T. Hall                               |
| New Female Vocalist: | Tammy Wynette                             |
| Top Duo:             | Wilburn Brothers                          |
| Top Vocal Group:     | Tompall & Glaser Brothers                 |